# 洛丽·迪普伊
洛丽·迪普伊（英語：Lori Dupuis，1972年11月14日—），加拿大女子冰球运动员。她曾代表加拿大国家队参加1998年和2002年冬季奥林匹克运动会冰球比赛，获得一枚金牌和一枚银牌。